# SingStar: La edad de oro del pop español
SingStar: La edad de oro del pop español es un juego de karaoke del sistema PlayStation 2 publicado por Sony Computer Entertainment Europe y desarrollado por SCEE y London Studio. Esta es la 7ª entrega en la saga SingStar y una versión exclusiva para España.
SingStar: La edad de oro del pop español como el juego original, es distribuido tanto solo el juego (DVD), como el juego y un par de micrófonos acompañado - uno rojo y otro azul-. SingStar es compatible con la cámara EyeToy que sirve para visualizar a los jugadores en la pantalla mientras cantan.

## El juego
SingStar La Edad de Oro del Pop Español es un juego de karaoke popular en el que los jugadores cantan canciones para conseguir puntos. Los jugadores interactúan con la PS2 por los micrófonos USB, mientras una canción es mostrada, junto a su video musical, en pantalla. Las letras de la canción son visualizadas durante toda la partida en la parte inferior de la pantalla. SingStar La Edad de Oro del Pop Español reta a los jugadores a cantar como en las canciones originales, pero con su propia voz. Se trata de cantar lo más parecido o igualmente, intentando afinar igual, para poder ganar puntos. Normalmente, son 2 los jugadores los que compiten a la vez, aunque el juego incluye otro tipo de modos para más jugadores
Esta versión aparece simultáneamente en el mercado con SingStar Legends. Se trata de la adaptación de SingStar '80s a la lengua española: La Edad de Oro del Pop Español. Una recopilación de otros 30 temas más los "popurrís" que componen esta versión.
Como curiosidad, hay que destacar que se avisa antes de comenzar el juego que dada la antigüedad del material de estos temas no se garantiza que la calidad sea óptima, pero que se ha intentado mostrar en máximo esplendor estas joyas de la música española. Gracias a esto encontramos en este juego grabaciones originales de programas de TVE como Rockopop o Aplauso.
SingStar La Edad de Oro del Pop Español, como todo el resto de juegos de SingStar, excepto la primera entrega, mide el tono de un jugador y no lo compara con la voz original, esto quiere decir, que se puede cantar en cualquier octava más alta o más baja y aun así se pueden conseguir puntos. Esto está preparado para aquellos jugadores que no son capaces de cantar en un registro tan alto o tan bajo como la grabación original. Además, SingStar La Edad de Oro del Pop Español incluye nuevos filtros de voz que pueden ser usados en el modo Playback para distorsionar o realzar la voz grabada durante la canción.
En SingStar se puede jugar a 3 niveles distintos de dificultad -fácil, medio y difícil-. Cuanto más alto es el nivel del juego, menos podremos desafinar del tono original.
Esta versión de SingStar permite cambiar el disco de SingStar que hay dentro de la consola al principio (Al que nos referiremos como Disco Maestro), para cambiar las canciones sin la necesidad de reiniciar tu consola. Cuando hemos cambiado el disco, la interfaz de juego, la funcionalidad y la apariencia siguen permaneciendo del Disco Maestro. Esto es bastante útil con la primera versión de SingStar, que tiene varios fallos además de carecer de la capacidad de cantar en una octava menor o mayor del registro original; esto significa que hay que cantar idéntico al cantante original, con lo que es mucho más difícil. 

### Modos de juego
- Cantar solo - Modo para que un solo jugador cante
- Dueto - Dueto para 2 jugadores, en el que al final de la canción, sumarán sus puntuaciones.
- Batalla - Modo para 2 jugadores en el que competirán por la mejor canción. A veces también con algunas canciones en dueto, solo que sin sumar sus puntuaciones.
- Pasa el micro - Modo multijugador especial para fiestas.

## SingStar La Edad de Oro del Pop EspañolTrack List
| SingStar La Edad De Oro Del Pop Español |                                                      |
| Aerolíneas Federales                    | "No Me Beses En Los Labios"                          |
| Alaska y Dinarama                       | "A quién le importa"                                 |
| Alaska y Los Pegamoides                 | "Bailando"                                           |
| Antonio Flores                          | "No Dudaría"                                         |
| Burning                                 | "¿Qué Hace Una Chica Como Tu En Un Sitio Como Este?" |
| Danza Invisible                         | "Sabor de amor"                                      |
| Dinamita Pa' Los Pollos                 | "Purita Dinamita"                                    |
| Duncan Dhu                              | "Cien gaviotas"                                      |
| Ejecutivos Agresivos                    | "Mari Pili"                                          |
| Gabinete Caligari                       | "Al calor del amor en un bar"                        |
| Hombres G                               | "Devuelveme a mi Chica"                              |
| La Frontera                             | "El Límite"                                          |
| La Guardia                              | "Cuando brille el sol"                               |
| Loquillo Y Trogloditas                  | "El Rompeolas"                                       |
| Los Nikis                               | "El imperio contraataca"                             |
| Los Rebeldes                            | "Mediterráneo"                                       |
| Los Romeos                              | "Mi Vida Rosa"                                       |
| Los Ronaldos                            | "Adiós, papá"                                        |
| Los Secretos                            | "Déjame"                                             |
| Mecano                                  | "Un año más"                                         |
| Modestia Aparte                         | "Es Por Tu Amor"                                     |
| Nacha Pop                               | "Vístete"                                            |
| Olé Olé                                 | "No Controles"                                       |
| Polansky y el Ardor                     | "Ataque Preventivo de la URSS"                       |
| Rosendo                                 | "Loco Por Incordiar"                                 |
| Tam Tam Go!                             | "Manuel Raquel"                                      |
| The Refrescos                           | "Aquí no hay playa"                                  |
| Tino Casal                              | "Embrujada"                                          |
| Los Toreros Muertos                     | "Mi Agüita Amarilla"                                 |
| Zombies                                 | "Groenlandia"                                        |